# Tully Kearney
 (décembre 2019).
Si vous disposez d'ouvrages ou d'articles de référence ou si vous connaissez des sites web de qualité traitant du thème abordé ici, merci de compléter l'article en donnant les références utiles à sa vérifiabilité et en les liant à la section « Notes et références ».
Pour les articles homonymes, voir Kearney.
Tully Kearney (née le 11 avril 1997) est une nageuse britannique paralympique. Kearney participe à la classification S7, SB6, SM7 pour les nageurs ayant une déficience physique. Elle a remporté des médailles à deux championnats du monde handisport, remportant quatre médailles d'or et établissant trois records européens, aux championnats du monde 2015. Elle est titulaire de plusieurs records britanniques et de quatre records européens.

## Histoire personnelle
Kearney est née à Nottingham, en Angleterre, en 1997 et a grandi à Aldridge. Elle est née avec une infirmité motrice cérébrale (diplégie spastique) et a développé une dystonie généralisée, une affection neurologique progressive, vers mi-adolescence. Ces affections touchent principalement les membres inférieurs ainsi que le contrôle du bras gauche, des épaules et du tronc. Elle a fréquenté la Cooper and Jordan School à Aldridge, où l'un de ses camarades était la future médaillée d'or paralympique Ellie Simmonds. Elle a poursuivi ses études à la Royal Wolverhampton School. Kearney a étudié au baccalauréat à la Streetly Academy.

## Parcours professionnel
Kearney a commencé à nager à l'âge de neuf ans, après avoir été approchée par un entraîneur pendant qu'elle regardait son frère aîné s'entraîner dans un club local. Elle a décidé de pratiquer la natation après avoir été inspirée quand Ellie Simmonds a présenté ses médailles paralympiques lors d'une assemblée scolaire. Kearney a rejoint le club de natation Boldmere en 2010 sous la direction d'Ashley Cox. Classée S10, SB9, SM10, à l'âge de 14 ans, elle participait à des compétitions nationales pour les jeunes et a remporté l'or dans sept épreuves aux championnats DSE (Disability Sports Events) à Sheffield.
En 2011, Kearney a également été sélectionnée pour sa première compétition internationale lors du 25e German Open Meet à Berlin. Dans ses épreuves par groupe d’âge, elle a remporté sept médailles, suivies de l’argent 200 mètres libre et 400 mètres libre en S10  et de l’or au  200 mètres SM10 individuel lors des épreuves d’âge ouvert. Au cours de la saison 2011-2012, Kearney a été sélectionné comme athlète financé par le World Class Development Fund, par British Disability Swimming, sous la direction de Nathan Hilton. Aux Championnats internationaux britanniques de nageurs pour handicapés organisés à Sheffield en 2013, Kearney a battu à deux reprises le record britannique du  100 mètres dos S10, lors des manches puis de nouveau en finale. Elle a également enregistré des records personnels dans trois autres événements. Sa performance ce jour-là lui a valu une place dans l'équipe britannique participant aux Championnats du monde de natation IPC 2013 à Montréal. Elle y participe à cinq épreuves différentes et a remporté la médaille de bronze au 400 mètres libre S10 féminin, derrière la Française Élodie Lorandi et la Canadienne Aurélie Rivard.
En 2014, lors d'une séance d'essais britanniques, Kearney a été privé d'une place pour les Jeux du Commonwealth à Glasgow et pour les championnats d'Europe à Eindhoven. Elle est revenue à la natation, participant à la compétition de natation de la Journée nationale des Jeux paralympiques au London Aquatics Centre, remportant le  400 mètres nage libre multi-classements. Elle a ensuite été récompensée par le titre de sportive junior de l'année aux Birmingham Sports Awards 2014, récompense spéciale qui lui a été attribuée, à la fois par les athlètes valides et les athlètes du monde handisport.
En 2015, Kearney s'est qualifiée pour représenter la Grande-Bretagne aux Championnats du monde de natation handisport 2015 à Glasgow. En raison de son invalidité progressive, Kearney a été reclassifiée avant les essais en tant que nageuse S9, SB8, SM9. Elle a participé à sept épreuves, dont les épreuves de relais style libre et de relais quatre nages. Elle a remporté six médailles au total, dont les médailles d'or au relais quatre nages, le 100 mètres papillon (S9), le 200 mètres quatre nages individuel (SM9) et le  400 mètres nage libre (S9). Kearney a également terminé deuxième au 100 mètres dos S9, derrière un record du monde battu par l'Australienne Ellie Cole et a remporté la médaille de bronze au relais libre. Kearney a établi un nouveau record européen avec un chrono de 4 min 39 s 29, avec plus de dix secondes d'avance sur la deuxième, sa rivale espagnole Nuria Marques Soto (es). Kearney a également établi un record européen au 100 mètres papillon, enregistrant un temps de 1 min 9 s 04. Son troisième record européen a été le 200 mètres quatre nages individuel dans lequel elle a obtenu un temps de 2 min 31 s 08. Elle a remporté le plus de médailles en Grande-Bretagne lors de ces championnats et à la suite de ce succès. Elle est ainsi passée de potentielle athlète de classe mondiale à médaillée mondiale lors de la saison 2015-2016. Tully a terminé 2015 en faisant partie des trois derniers athlètes retenus pour postuler au titre de personnalité de l'année du programme BBC Young Sports au prix de la personnalité du sport de la BBC (en) 2015.
En 2016, Kearney a été sélectionnée pour les Jeux paralympiques de Rio, mais a été contrainte de se retirer peu de temps avant la compétition en raison d'une progression importante de son handicap, associée à une blessure persistante à l'épaule.
Kearney a été reclassée lors de la compétition britannique de paranatation internationale d'avril 2017 dans les catégories S7, SB6 et SM7 en raison de la progression de son handicap.